# Andrea Di Marco
Andrea Di Marco (Genova, 25 gennaio 1969) è un comico e cabarettista italiano.
Membro del collettivo comico genovese Bruciabaracche, Andrea Di Marco è fondatore del Movimento Estremista Ligure – Basta Milanesi, partito goliardico noto per i comunicati contro la migrazione estiva dei milanesi in Liguria.

## Biografia
Diplomatosi al conservatorio in tromba nel 1995, inizia la sua carriera artistica con il gruppo comico-musicale dei Cavalli Marci, capitanati da Claudio Nocera e composto tra gli altri da Luca Bizzarri, Paolo Kessisoglu, Alessandro Bianchi, Michelangelo Pulci e Fabrizio Casalino. In televisione partecipa con i Cavalli Marci come attore-musicista alle trasmissioni Ciro il figlio di Target di Gregorio Paolini su Italia 1, condotto da Gaia De Laurentiis, Serenate di Fabio Fazio su Rai 2 condotto da Andrea Pezzi, e Palcoscenico di Felice Cappa, sempre su Rai 2. È inoltre tra gli autori e interpreti della trasmissione radiofonica Cavalli marci in treno su Radio Italia Network e interpreta una parte nel film musicale Come se fosse amore, prodotto da Medusa.
Da solista partecipa nel 2003 a Colorado Cafè Live condotto da Diego Abatantuono, trasmesso dalla Salumeria della Musica di Milano e registrato in sei puntate per TSI e per Paramount. Sempre nello stesso periodo, fa parte del sodalizio comico genovese Comedy Club, protagonista di una serie televisiva condotta da Max Novaresi e trasmessa su TSI e Telenord. Dal 2003 al 2005, Di Marco è inoltre nel cast fisso di Bulldozer, presentato da Enrico Bertolino e Federica Panicucci.
Nel 2006 conduce su Rai Radio2 la trasmissione Picnic ed entra nel cast di Tribbù su Rai 2, condotta da Alessandro Siani e Serena Garitta. Nel 2007-2008 fa parte del cast di Quelli che il calcio e... condotto da Simona Ventura, di Zelig Off condotto da Teresa Mannino e Federico Basso e, insieme al gruppo dei Bermuda Circus, compone la colonna sonora di Mai Dire Martedì con la Gialappa's Band e il mago Forest, programma al quale partecipa negli anni con i personaggi di Don Giorgione e Povia. Nel 2009 è tra i protagonisti di Zelig Arcimboldi e partecipa insieme alla Gialappa's band a Mai dire Grande Fratello Show su Italia 1. Nel 2010, è con la Gialappa's Band a Mai Deejay Gol, trasmissione radiofonica su Radio Deejay trasmessa in occasione dei Mondiali di calcio in Sudafrica. Nell'estate del 2011 è protagonista di Risollevante Tour per Comedy Central e cura Gnegneregne, rubrica all'interno del Camaleonte per la radio svizzera RSI. Nell'autunno dello stesso anno partecipa a Zelig Off su Italia 1 e collabora con Striscia la notizia in qualità di autore.
Dal 2012 è capocomico di Le Spigole, laboratorio diretto da Graziano Cutrona. Nel 2014 fonda insieme ad altri comici genovesi (Maurizio Lastrico, Antonio Ornano, i Soggetti Smarriti Andrea Possa e Marco Rinaldi, Gabri Gabra, Carlo Denei, Enzo Paci, Andrea Bottesini e Graziano Cutrona) il gruppo dei Bruciabaracche, campioni di incasso nelle serate di comicità genovesi. Nello stesso anno partecipa alla riedizione del progetto Cavalli Marci. Nel 2016 entra a far parte del cast di Colorado. Nel 2018-2019 fa inoltre parte del cast di Zelig Time su Zelig TV. A ottobre 2019 è ospite nell'ExtraFactor della tredicesima edizione di X-Factor su Sky Italia, dove riassume con la sua chitarra i fatti salienti dalla prima puntata. Nel 2020, durante il lockdown per la pandemia di Covid-19, organizza una serie di esibizioni virtuali, tra canzoni irriverenti cantate dal balcone, comunicati del Movimento Estremista Ligure e Zena de quand'eh in figgeu, canzone ironica cantata con altri comici tra cui Maurizio Lastrico, Paolo Kessisoglu, Daniele Raco, Andrea Carlini, Enzo Paci e Aldo De Scalzi.
Affianca lo stesso Lastrico a teatro in A casa per le feste a cavallo tra il 2023 e il 2024. Successivamente torna lui stesso al Politeama Genovese e in tournée con lo spettacolo Il carro di buoi. Il 31 dicembre 2024 per l’ultimo dell’anno invece è al teatro di Cicagna con il nuovo spettacolo Vita Nuova. Inizia il 2025 tornando a Zelig. Successivamente porta in scena due nuovi spettacoli, Spettacolo Bellissimo e  Bello, però…

## Televisione
- Ciro il figlio di Target (Italia 1, 1997-2004)
- Serenate (Rai 2, 1998)
- Palcoscenico (Rai 2, 1998)
- Colorado Cafè Live (TSI e Paramount, 2002-2003)
- Bulldozer (Rai 2, 2003-2005)
- Tribbù (Rai 2, 2007)
- Quelli che il calcio e... (Rai 2, 2007-2008)
- Zelig Off (Italia 1, 2007-2008 e 2011)
- Mai Dire Martedì (Italia 1, 2007-2008)
- Zelig (Italia 1, 2008, 2025)
- Mai dire Grande Fratello Show (Italia 1, 2010)
- Risollevante Tour (Comedy Central, 2011)
- Colorado (Italia 1, 2016-oggi)
- Zelig Time (Zelig TV, 2018-oggi)
- X-Factor (Sky Italia, 1 episodio, 2019)
- Zelig C-Lab (Comedy Central, 2020-2021)
- Insieme (Antenna Sicilia, 2023)

## Radio
- Cavalli Marci in Treno (con i Cavalli Marci, Radio Italia Network, 2001-2002)
- Picnic (Rai Radio 2, 2006)
- Mai Deejay Gol (con la Gialappa's Band, Radio Deejay, 2010)
- Gnegneregne (RSI, 2011)

## Filmografia
- Come se fosse amore, regia di Roberto Burchielli (2002)
- InvaXön - Alieni in Liguria, regia di Massimo Morini (2004)
- InvaXön - Alieni nello spazio, regia di Massimo Morini (2007)
- Capitan Basilico, regia di Massimo Morini (2008)
- Capitan Basilico 2 - I Fantastici 4+4, regia di Massimo Morini (2011)
- 12 12 12, regia di Massimo Morini (2014)
- Ricomincio da taaac, regia di Pietro Belfiore, Davide Bonacina, Andrea Fadenti, Andrea Mazzarella e Davide Rossi (2024)